# Mount Victoria
Mount Victoria (eller Mount Khawnusoum) er navnet på den højeste bjergtop i Chin-provinsen i det vestlige Burma. Bjergtoppen måler 3200 meter.
| Bjerg | Spire Denne artikel om et bjerg eller en bjergkæde er en spire som bør udbygges. Du er velkommen til at hjælpe Wikipedia ved at udvide den. |

21°14′01″N 93°54′11″Ø / 21.233594°N 93.903061°Ø